# 아틀란티코주

아틀란티코 주

아틀란티코주(스페인어: Departamento del Atlántico)는 콜롬비아 북부에 위치한 주로 주도는 바랑키야이며 면적은 3,388km2, 인구는 2,403,027명(2013년 기준), 인구 밀도는 710명/km2이다. 1910년에 신설되었으며 23개 지방 자치체를 관할한다. 주 이름은 스페인어로 "대서양"을 뜻한다. 북쪽으로는 카리브해, 서쪽과 남쪽으로는 볼리바르 주, 동쪽으로는 마그달레나 주와 접한다.

주기
주 문장

## 인구
| 연도    | 인구      | ±%     |
| ------- | --------- | ------ |
| 1973    | 964,087   | —      |
| 1985    | 1,478,213 | +53.3% |
| 1993    | 1,837,468 | +24.3% |
| 2005    | 2,166,156 | +17.9% |
| 2018    | 2,535,517 | +17.1% |
| Source: |           |        |